# Joca monachorum
Les Joca (ou Ioca) monachorum, littéralement « passe-temps des moines » , ou « plaisanteries de moines » , était un genre de devinette amusante qui avait cours parmi les moines chrétiens. Elles portaient généralement sur des sujets bibliques, mais certaines avaient comme thème la littérature, la philosophie ou l’histoire. Bien qu’elles puissent être de simples questions (exemple 2 ci-après), elles pouvaient aussi se présenter sous forme d’énigmes (exemple 3) ou de plaisanteries (exemple 1). Elles servaient probablement à favoriser la mémorisation et à stimuler l’esprit,.

## Popularité
Le genre fit ses débuts dans l’Orient grec, mais se répandit par la suite dans la chrétienté,. Au VIe siècle il avait atteint la Gaule et les Iles britanniques. On en trouve des exemples en latin, en allemand, en suédois, en occitan, en catalan et en castillan. Le genre survécut jusqu’à la fin du Moyen-Âge. Son équivalent moderne serait le jeu connu sous le nom de « Trivial Pursuit ». Charles Wright donne comme exemple le genre de devinette : « Qui fut le premier à jouer au tennis dans la Bible ?  -- Moïse puisqu’il servit à la cour de Pharaon »,.

## Description
Le même « joca » peut se retrouver dans plusieurs manuscrits. Les réponses sont généralement courtes, quelques fois même un simple nom, mais on peut trouver des réponses plus longues. La Table franque des peuples contint les réponses à une série de huit « joca ». L’Ancien Testament est une source de questions particulièrement prisée  pour les questions du genre « Qui fut le premier à… ? » . Celui qui pose la question et celui qui y répond sont parfois identifiés dans le texte, parfois non. Ces questions sont généralement précédées des expressions dic mihi (dites-moi), dico tibi (je vous dis), interrogatio (question) ou responsio (réponse) et, dans les derniers dialogues, discipulus (étudiant) et magister (professeur). Dans un groupe de joca, on trouve comme interlocuteurs les noms de l’empereur Hadrien et du philosophe Epictète.

## Exemples
- Qui mourut sans être né ? Adam. Qui naquit, mais ne mourut pas ? Élie et Énoch[3].
- Qui tua Holopherne, le général en chef des armées de Nabuchodonosor ? Judith[1].
- Qui fit perdre sa virginité à sa grand-mère ? Caïn et la terre[2].